# Klöversnyltrot

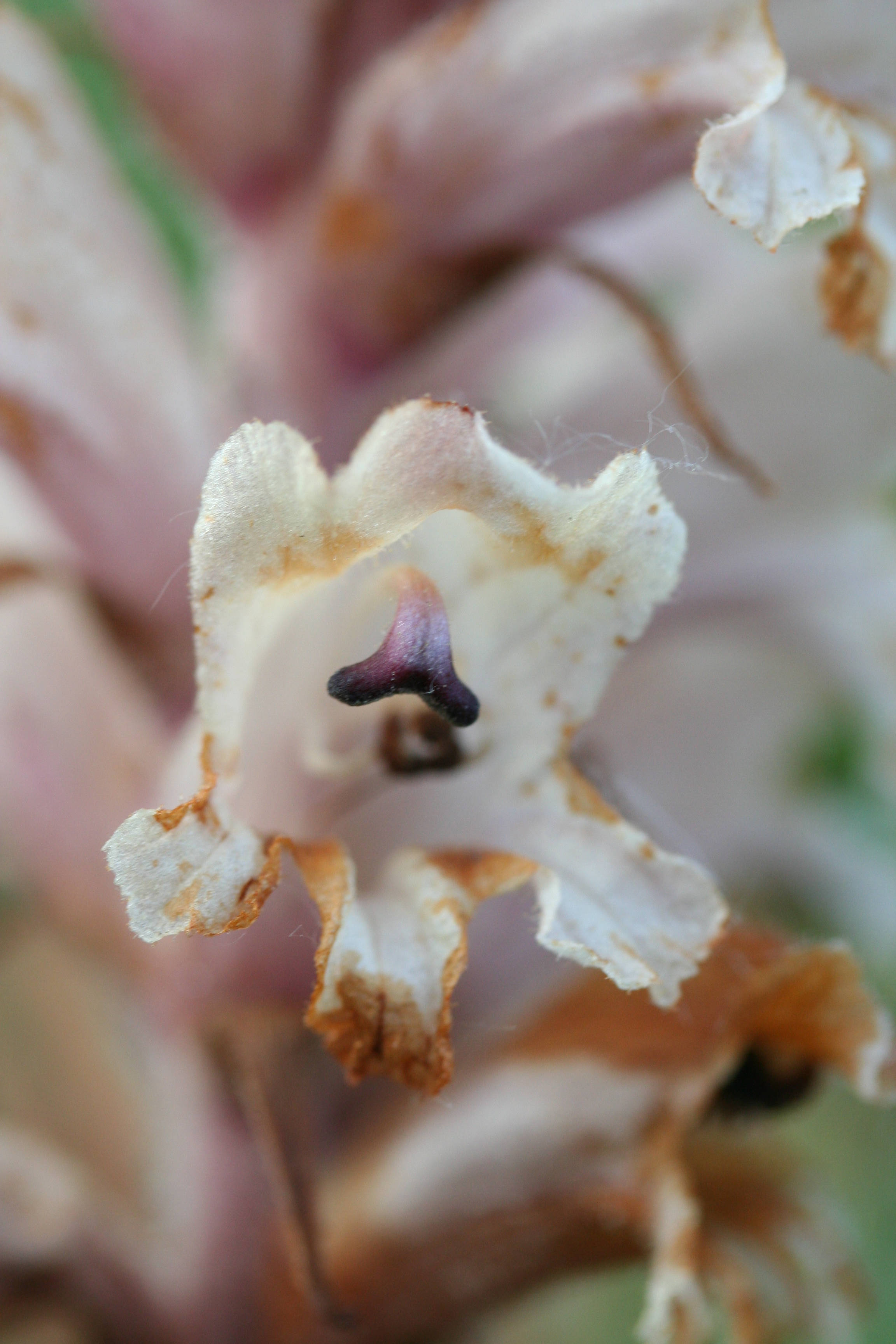
Klöversnyltrot

Klöversnyltrot (Orobanche minor) är en flerårig, cirka 20–50 centimeter hög, parasitisk ört som parasiterar på klöversläktet och lusernsläktet. Växten har fjällika blad och saknar klorofyll. Blommorna är gulvita eller violetta och formar en klaslik samling i stjälktoppen. Fröna, som bildas i kapslar är ytterst små och sprids med vinden. 
Klöversnyltrot är ursprunglig i södra Europa och Medelhavsområdet, men har senare spridits norrut i Europa. Den har också spridits till många andra delar av världen som exempelvis USA, Australien, Nya Zeeland, Östafrika och Sydafrika, genom att frön följt med i utsäde.
I Sverige är klöversnyltroten sällsynt och bara känd från Skåne. Det första dokumenterade fyndet av klöversnyltrot i Sverige skedde 1967 i ett klöverfält i Håslöv i Skåne. Blomningstiden är juli till augusti. Bäst trivs den vid kulturmarker, fält, vallar och vägkanter.